# Antonio Enrique de Schwarzburgo-Sondershausen
El conde Antonio Enrique de Schwarzburgo-Sondershausen (7 de octubre de 1571, Sondershausen - 10 de agosto de 1638, ibíd.) fue un noble alemán. Fue el conde reinante de Schwarzburgo-Sondershausen desde 1594 hasta su muerte.

## Biografía
Era el hijo del conde Juan Gunter I de Schwarzburgo-Sondershausen (1532-1586) y su esposa, la condesa Ana (1539-1579), una hija del conde Antonio I de Oldenburgo-Delmenhorst.
Todavía era menor de edad, al igual que sus hermanos, cuando su padre murió; los hermanos fueron puestos bajo la regencia y tutela de sus tíos maternos Juan VII (1540-1603) y Antonio II (1550-1619). Posteriormente, los hermanos gobernaron conjuntamente. Durante este periodo, Antonio Enrique realizó la mayor parte del trabajo, especialmente durante la disputa de herencia con los condes de Honstein.
El condado sufrió gravemente durante la Guerra de los Treinta Años. La región que se llevó la peor parte fueron los alrededores de Arnstadt, donde muchas tropas estuvieron acuarteladas. Los condes hicieron cuanto pudieron para mitigar los daños.
Antonio Enrique murió en 1638. Era soltero y no tenía legítimos descendientes. Sin embargo, sí tenía hijos fruto de una relación no marital.